# Burg Niedzica

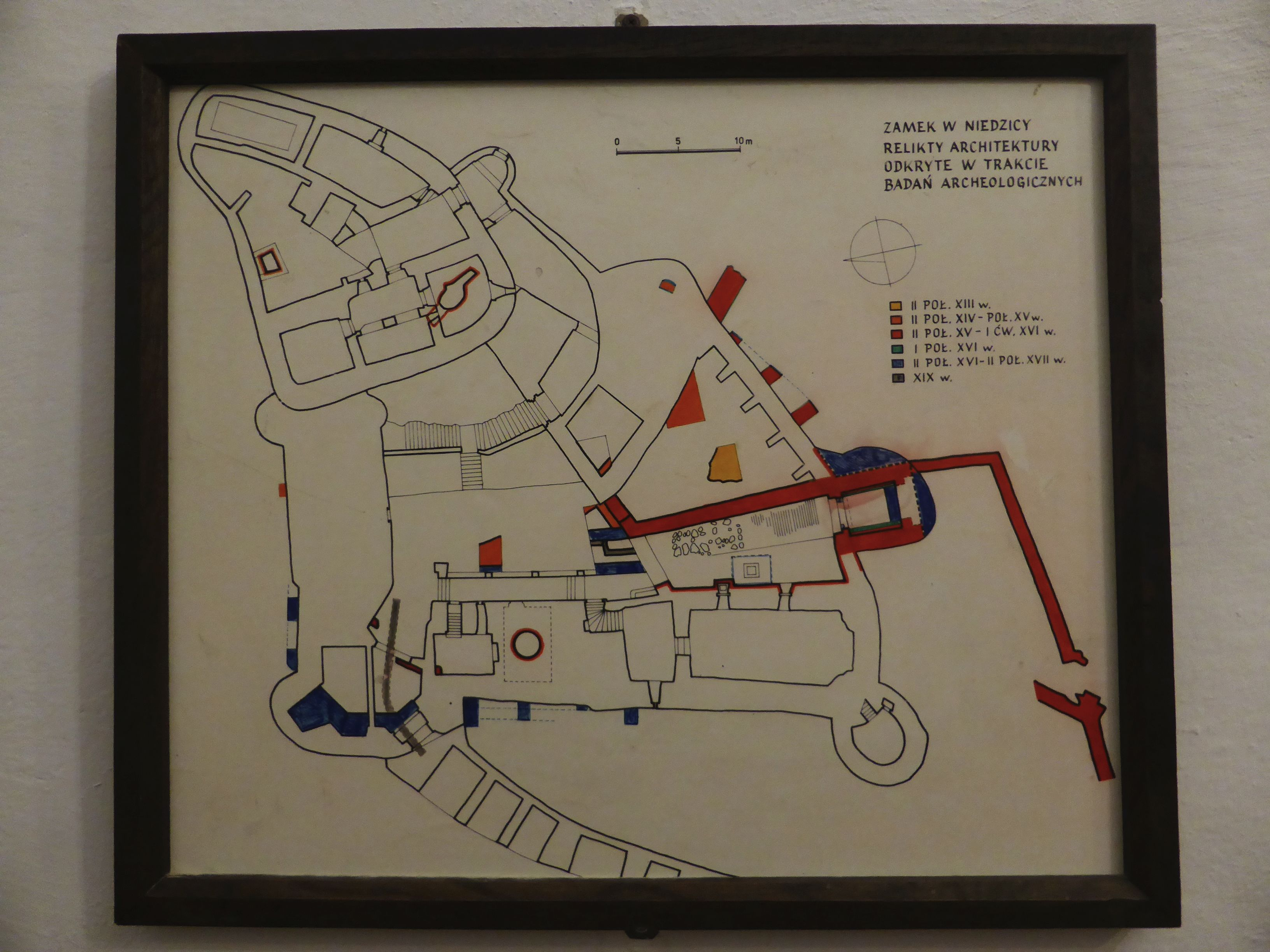
Plan der Burg (verschiedene Ausbauphasen)

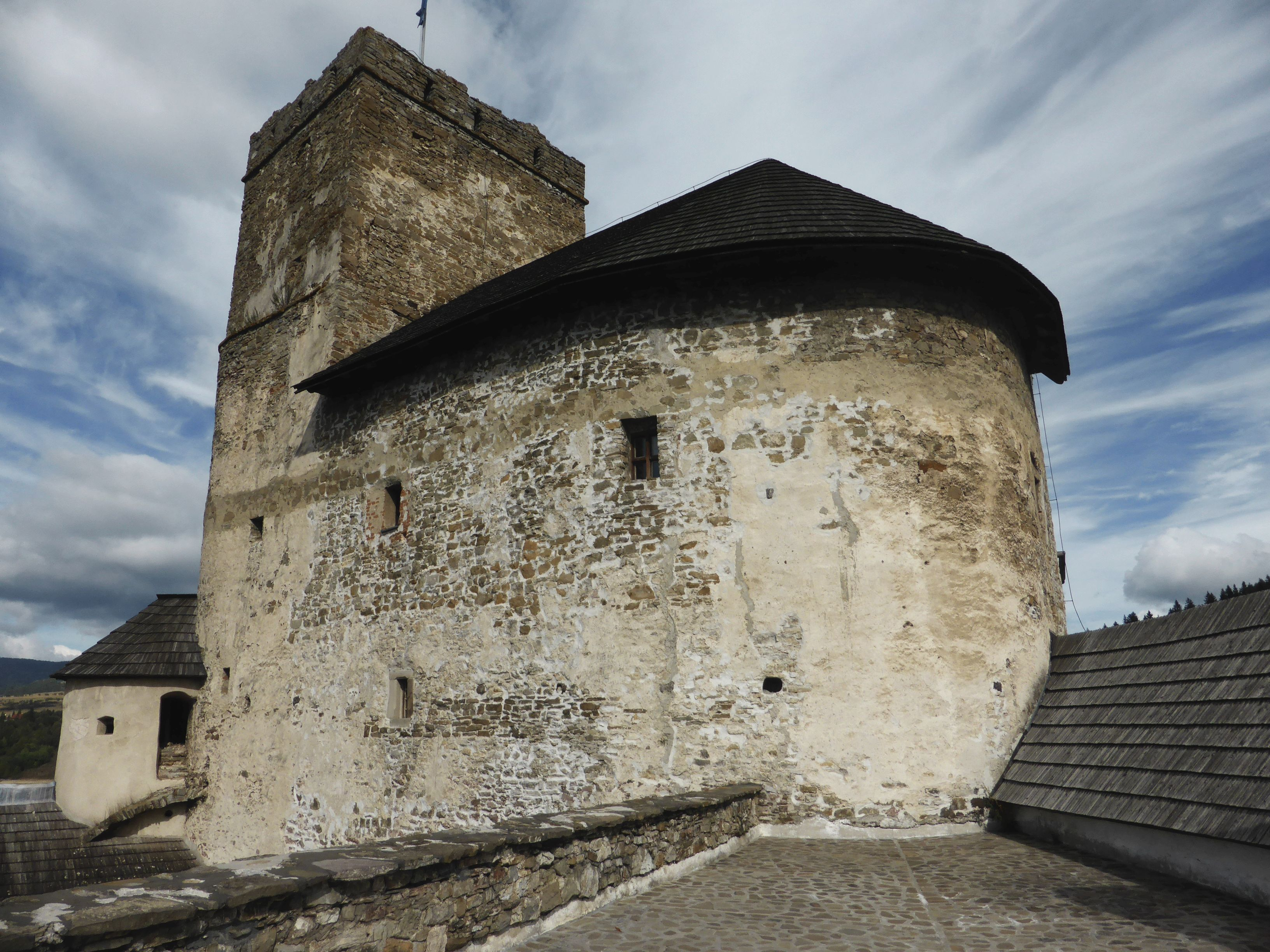
Bergfried mit Rundbastei der oberen Burg

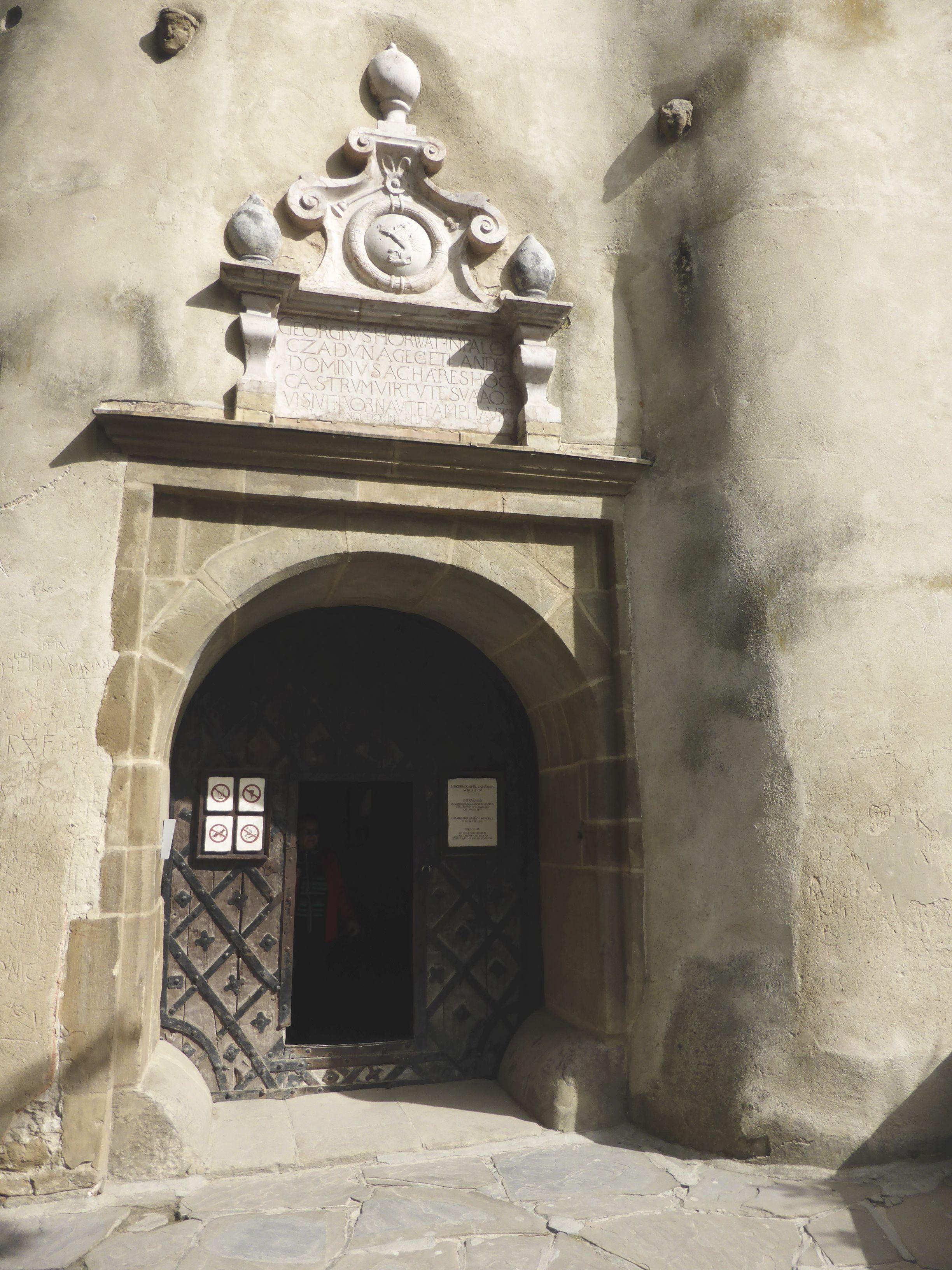
Eingangsportal zur Burg Dunajec

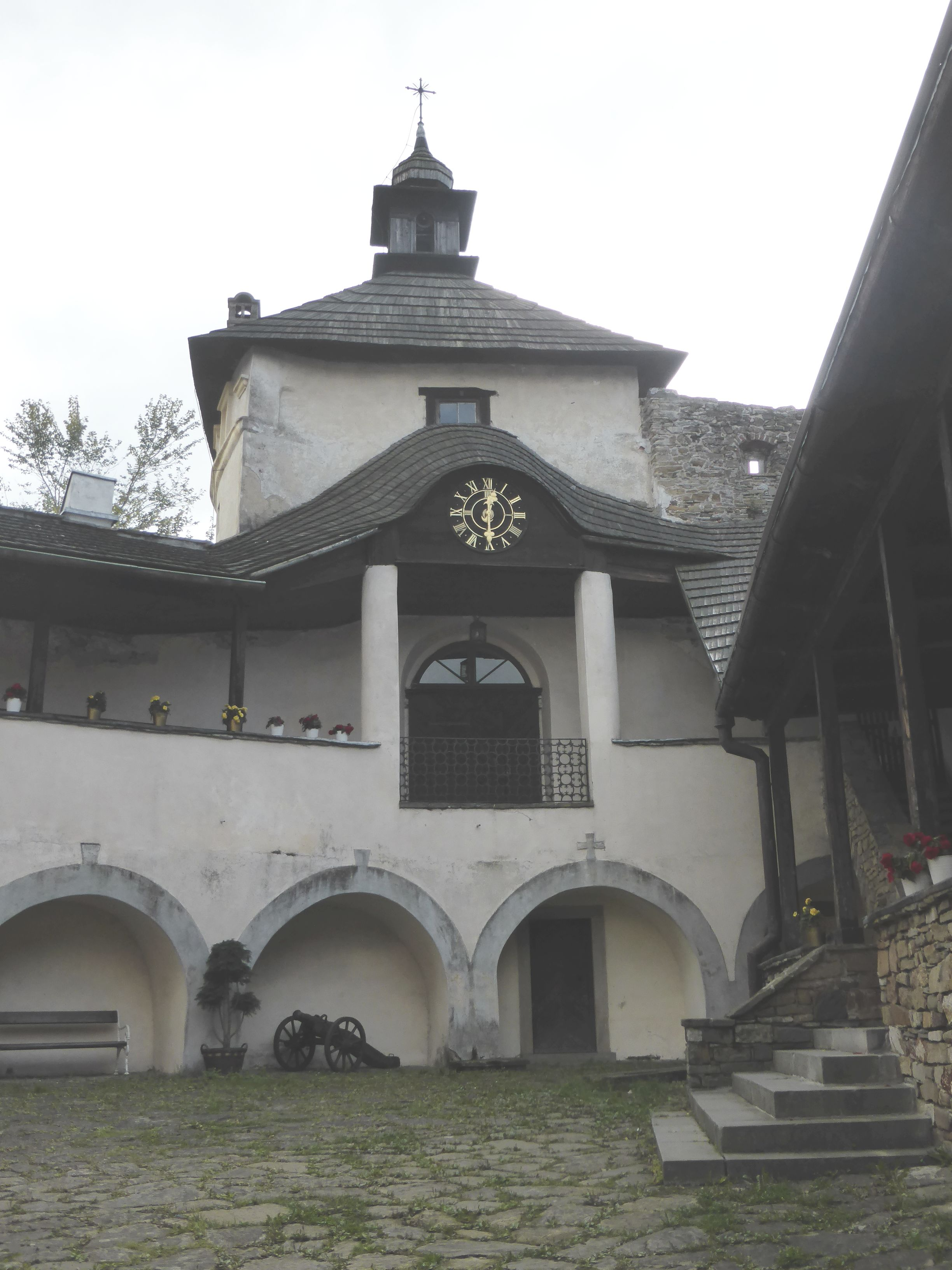
Kapelle in der unteren Burg

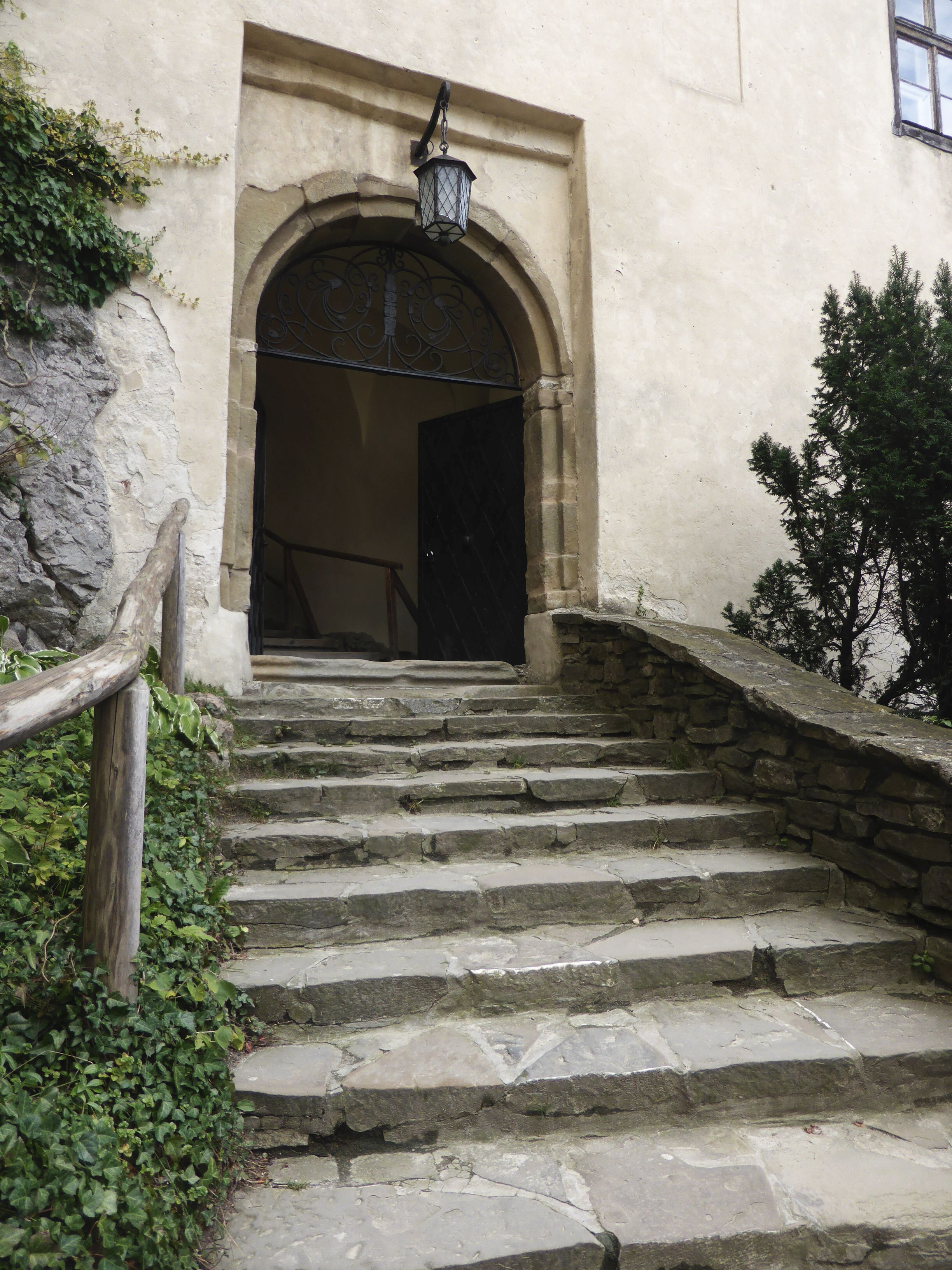
Aufgang zur mittleren Burg

Die Burg Niedzica  (auch Burg Dunajec, polnisch Zamek Dunajec, deutsch Burg Nisitz genannt) ist eine Festungsanlage in der Nähe von Niedzica am Czorsztyn-Stausee in der Woiwodschaft Kleinpolen.

## Geschichte
Die Höhenburg wurde um 1310 von Kokosz Berzeviczy zur Befestigung der Nordgrenze des Königreiches Ungarn errichtet. Dieser hatte im Auftrag von König Karl I. Robert von Ungarn Zamagurze in der Region von Pogórze Spiskie besiedelt. Zum Schutz der Grenze zwischen Ungarn und Polen und des Übergangs über den Fluss Dunajec ließ er gegenüber der Burg Czorsztyn einen Wachturm aufstellen, der aus einem Erdwall mit Holzpalisaden bestand. 1327/28 ist der Turm in den Besitz von Wilhelm Drugeth gekommen, der noch vor 1330 begann, hier eine gemauerte Burg zu errichten. Dieses novum castrum de Dunajecz ist mit der heute noch erhaltenen Oberen Burg gleichzusetzen. Diese besteht aus einem vierstöckigen Bergfried und einer Ringmauer. In der Oberen Burg befindet sich auch ein 60,5 m tiefer Brunnen, um den sich die Sage der Brunhilde rankt.
Nach dem Tod von Wilhelm Drugeth († 1342) kam die Burg wieder in den Besitz der Familie Berzeviczy aus der Linie von Łomnica. In dieser etwa 100 Jahre dauernden Periode wurde über der Zisterne eine Kapelle errichtet und die Burg wurde mit einer weiteren Mauer und einer Torbastei umgeben (diese stellt die heutige Mittlere Burg dar). Zwischen 1463 und 1470 war die Burg im Besitz des Zupan von Zips, Emeryk Zápolya. Dieser hat sich ebenfalls als Baumeister in der Burg betätigt. Unter ihm wurde der Bergfried erhöht und außerhalb des bisherigen Gemäuers ein Wohnhaus errichtet, das von einer breiten Wehrmauer geschützt wurde und auf der Südseite eine Torbastei besaß (dies ist heute der älteste Teil der Unteren Burg).
Um die Burg erfolgten Kämpfe zwischen den um den ungarischen Thron konkurrierenden Kandidaten. Die Burg wurde zuerst von Anhängern von Kaiser Ferdinand I. von Österreich erobert. 1528 wurde sie von Piotr Kostka aus Orawa für Johann Zápolya, der 1526–1540 König von Ungarn war, erobert. Zápolya übergab das Amt des Zupan von Zips mitsamt Kiezmark und Niedzica an Jan Łaski, Großkanzler und Primas von Polen, der den Hof von König Sigismund dem Älteren verlassen hatte und im Dienste von Johann Zápolya eine diplomatische Mission zu dem Sultan Süleyman I. gemacht und Ungarn vor einem Tartarenüberfall gerettet hat. 1541 gingen die Güter an seinen Sohn Olbracht Łaski über. Dieser verkaufte Dunajec 1589 an Jerzy Horváth aus Palosca. Auf einer Tafel über dem Portal der Burg Donajec steht zu seiner Erinnerung: Der Herr auf Pławca, Dunajec und Lendak hat im Jahre 1601 die Burg versorgt, bewaffnet und vergrößert. Dabei hat er die Burg auch im Stil der Renaissance umgebaut. Der neue, mit Säulengängen umsäumte Innenhof wurde auf zwei Seiten mit halbrunden Attika-Basteien umgeben. Eine runde Bastei wurde an der nordwestlichen Ecke angebaut und die ehemalige Torbastei wurde modernisiert. Ebenso wurde das westliche und nördliche Vorgelände befestigt. Bis 1776 kam die Burg in den Besitz von Pächtern, darunter die Familie Giovanelli, Anhänger der Gegenreformation. Unter diesen wurden zwei barocke Kapellen eingerichtet, eine davon von Josef Giovanelli in dem gotischen Gemäuer der früheren Kapelle.

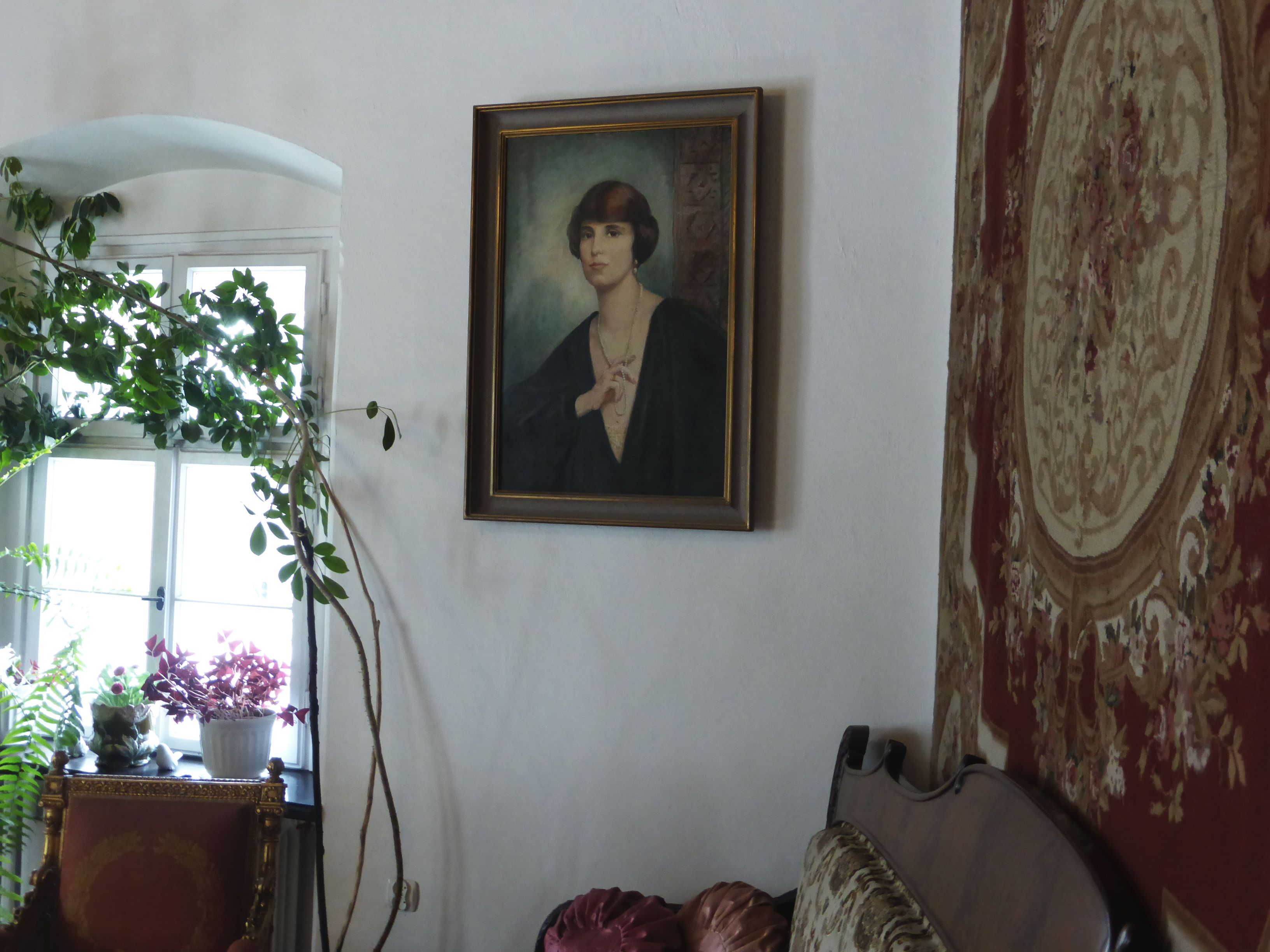
Porträt der Gräfin Ilona Bethlen Salamon

Nachdem 1817 die Familienburg der Horváths abgebrannt war, bezogen sie wieder die Burg Niedzica. Sie haben die Burg im Sinne einer Landresidenz ungarischer Magnaten umgestaltet. Die Obere Burg blieb verfallen und die Kapelle wurde in die ehemalige Torbastei der Unteren Burg versetzt. In dem Wohnflügel der Unteren Burg wurde unter Andrzey Horváth ein Ballsaal eingebaut. Nach dessen Tod († 1828) ging die Burg in den Besitz seines Bruders Ferdinand über († 1857). Von diesem gelangte der Besitz über die Tochter Kornelia an Alex Alama Salamon, mit dem sie seit 1834 verheiratet war. Die letzte Besitzerin war Gräfin Ilona Bethlen Salomon, die Witwe von Geza Alapi Salamon (Enkel des Alex Salamon). In den Zwischenkriegsjahren hat sie den Burghof der Unteren Burg erneuern, einen Park um die Burg und auch einen Familienfriedhof anlegen lassen. Sie musste die Burg 1943 verlassen und konnte nicht mehr zurückkommen († 1964). Nach 1945 wurde die Burg von der sowjetischen Armee und der einheimischen Bevölkerung geplündert. Dann wurde die Burg verstaatlicht. 1949 wurde die Verwaltung vom polnischen Ministerium für Kultur und Kunst übernommen und dem Verband der Kunsthistoriker zur Nutzung überlassen. Die Burg verblieb somit bis 1945 im Besitz ungarischer Familien, obwohl die Gegend nach dem Zusammenbruch des Habsburgerreiches seit 1920 Polen zugeordnet wurde.

## Burg Niedzica heute
Unter der Leitung des Krakauer Kreises der Konservatoren und Kunsthistoriker wurden unter Leitung von Alfred Majewski zwischen 1949 und 1983 groß angelegte Konservierungsarbeiten an der Burg durchgeführt. In deren Zug wurden archäologische und architektonische Untersuchungen vorgenommen, sodass heute die Baugeschichte der Burg als gut erforscht gelten kann. 1980–1995 wurden am Burghügel weitere Schutzarbeiten durchgeführt, um zu verhindern, dass durch den Bau des Czorsztyn-Stausees, bei dem auch das Wasser des Dunajec um 50 m aufgestaut wurde, die Burg in Mitleidenschaft gezogen wird.
Seit 1963 befindet sich hier ein Burgmuseum und man kann die Obere und Mittlere Burg anschauen. Für dieses Museum wurde wieder eine reichhaltige Ausstattung an Möbeln und Bildern zusammengestellt. In der Unteren Burg sind ein Hotel und Wohnungen untergebracht; diese Bauteile können nur von außen besichtigt werden. Zu der Anlage gehören auch ein Kutschenmuseum sowie weitere landwirtschaftliche Gebäude.

## Besonderheiten
1946 wurde von Andrzei Benesz, dem Vizepräsidenten des polnischen Parlaments, unter einer Schwelle des zur mittleren Burg führenden Tores ein mutmaßliches Quipu gefunden, das Hinweise zu einem Schatz der Inkas enthalten soll. Zeuge des Fundes war Franticiszek Szydlak, ein Gorale aus Zips. Nach seinen sagenhaften Erzählungen soll Sebastian Berzeviczy – ein Nachkomme der früheren Besitzerfamilie, der gegen Ende des 18. Jahrhunderts Peru bereiste und mit einer Nachfahrin der Inkas verheiratet war – das Quipu nach Niedzica gebracht haben. Aus dieser Ehe sei die Tochter Umina Berzeviczy hervorgegangen, die angeblich einen Verwandten des Unabhängigkeitskämpfers Tupac Amaru II. geheiratet hat. Bei seiner Rückkehr nach Niedzica sollen Sebastian Berzeviczy und Umina einen Goldschatz mitgebracht und versteckt haben. Sowohl Umina als auch ihr Mann starben später unter ungewöhnlichen Umständen. Der Sage nach beschützt das Gespenst Uminas bis heute den verschollenen Schatz.
Die Burg war auch Drehort der Filme Janosik, Wakacje z duchami (Sommerferien mit Gespenstern) und Biała dama (Weiße Dame), in denen die obigen Ereignisse filmisch umgesetzt wurden.